# KCOMZ
Korean Communications Zone (KCOMZ), 제8006부대는 대한민국에서 후방기지사령부, 후방관구사령부, 한국병참지대사령부, 한국병참관구 등으로 다양하게 부르던 한국 전쟁 중에 설립된 미국 육군의 한반도 전구 지원사령부였다. 한반도에 배치된 주한 미군, 유엔군, 대한민국 국군에 대한 모든 군수지원을 도맡았으며, 거제도 포로수용소 포함한 미국 육군과 유엔군이 건설한 포로수용소를 관리 및 감독하였다.

## 역사
1952년, 미국 육군부는 제2군수사령부와 제3군수사령부의 임무와 기능을 병합하여 한반도 안의 하나로 통합된 전구지원사령부를 설립할 계획을 구상하였다. 토머스 W. 헤렌을 사령관으로 임명하고, 7월 11일에 대구시에 KCOMZ를 창설하였고, 7월 21일부터 정상 운영을 시작하였다. 8월 1일에 제2군수사령부는 한국기지구역(영어: Korean Base Section)로 개명되고 제8군 병참사령부에 예속되었다.
제1기병사단의 연대가 1953년 4월까지, 그 후로는 제24보병사단의 연대가 순환배속되었다.
1953년 1월 16일에 극동사령부에서 극동육군으로 예속 전환되었다.
이후, 1955년 7월 1일에 제8군 지원사령부, 1956년에 주한 미국 육군 지역사령부(U.S. Army Area Command, Korea), 1957년에 제7군수사령부로 대체성되었다.

## 지휘관
1. 미국 육군 소장 토머스 W. 헤렌(영어판), 1952년 7월 11일 ~ 1953년
2. 미국 육군, ?,  1953년 ~ 1955년 6월 30일

## 부대
- 본부 및 본부중대
- 제2군수사령부; 1952년 6월 11일 ~ 8월 1일
- 제3군수사령부; 1952년 6월 11일 ~ 1953년 3월 20일
- 무덤등록사령부 (임시)
- 한국기지구역(Korean Base Section)
- 제3군사철도근무대
- 제8007부대, 복구사령부 - 대구시
- 제8077부대, 증강본부
- 제8092부대, 대구 군사우편 본부
- 제8201부대
  - UN 한국민간원조사령부(UNCACK); 1952년 7월 11일 ~ 1953년
  - 한국민간원조사령부(KCAC); 1953년 ~ 1955년 12월 1일
- 제8203부대, 유엔 전쟁포로사령부; 1952년 7월 ~ 1953년 9월
  - 제8113부대, 제1전쟁포로근무부대
  - 제8119부대, 제2전쟁포로근무부대
  - 제8120부대, 제3전쟁포로근무부대
  - 제8121부대, 제4전쟁포로근무부대
  - 제8135부대, 제5전쟁포로근무부대
  - 제8146부대, 제6전쟁포로근무부대
  - 제8163부대, 제7전쟁포로근무부대
  - 제8179부대, 제8전쟁포로근무부대
  - 제8205부대, 제9전쟁포로근무부대
  - 제8209부대, 제10전쟁포로근무부대
  - 제8216부대, 제11전쟁포로근무부대
  - 제8225부대, 제12전쟁포로근무부대
  - 제8228부대, 제13전쟁포로근무부대

### 배속부대
- 육군 보안국
  - 제352교신정찰중대, 5파견대
  - 제8240부대, 극동사령부 주한 연락파견대
- 부관대
  - 제110보충대대, 본부 및 본부파견대
    - 제510보충중대

  - 제8057부대, 인천 보충창, 본부 및 본부파견대
    - 제34보충중대
    - 제52보충중대
    - 제55보충중대
    - 제369보충중대
    - 제509보충중대

  - 제8069부대, 부산 보충창, 본부 및 본부파견대
    - A~D중대

  - 제15군사우편부대
- 포병
  - 제24반항공기포병대대
  - 제30반항공기포병자동무기대대 (AAAWB)
  - 제52야전포병대대
  - 제75반항공기단
  - 제227반항공기단
- 첩보대
  - 제166군사정보근무소대
  - 제511정보근무중대
- 방첩대
  - 제704방첩파견대
  - 제801방첩파견대
- 공병대
  - 제3공병전투대대
  - 제8공병전투대대
  - 제80공병제제소파견대
  - 제417공병항공여단
- 의무대
  - 제14야전병원
  - 제8037부대, 의무Holding파견대 (임시)
  - 제8229부대, 의무관리파견대
- 헌병대
  - 제2헌병범죄조사파견대
  - 제3헌병범죄조사파견대
  - 제20헌병범죄조사파견대
  - 제21헌병범죄조사파견대
  - 제24헌병중대
  - 제24헌병대대
    - 제1,2 소대

  - 제142헌병중대, 파견대 (호송 경호)
  - 제728헌병대대, B중대
  - 제772헌병대대
  - 특별헌병호송파견대 (임시)
- 그외
  - 제8076부대, 민간 정보교육파견대
  - 제8112부대, 육군추락구조단
  - 제8157부대, 미국 극동 육군, 항공배송및 교신파견대
  - 제8214부대, 국군 라디오근무대
  - 제8240부대, 주한 유엔 유격군 (UNPIK)
  - 제8242부대, 연합사령부 한국 정찰활동처 (CCRAK)
  - 문산리 Holding 파견대 (임시)
- 군수
  - 병기대
    - 제833병기중대 (보급중대, 옛 제833병기보급창중대 (COMZ)))

  - 병참대
    - 제148병참무덤등록중대
    - 제819병참욕조중대 (반기동)

  - 수송대
    - 제8103부대, 육군소형땟목이동통제단
    - 제425수송교통정규화단
- 특별근무
  - 제10특별근무중대
  - 제8043부대, 주일 중앙PX파견대 춘천배급창
- 통신
  - 제8226부대, KCOMZ 장거리 통신단
    - 제1통신근무중대
    - 제2통신근무중대
    - 제3통신근무중대
- 보병
  - 제5기병연대 전투대
    - A중대
    - 제8공병전투대대

  - 제6전차대대, C중대
  - 제7연대 전투단
    - 제7기병연대, 중전차중대
    - 제8공병전투대대, B중대

  - 제8연대 전투단
    - 제8기병연대, 중전차중대
    - 제8공병전투대대, C중대

  - 제17보병연대
  - 제23보병연대
  - 제24보병사단
  - 제27보병연대, M중대
  - 제34보병연대
    - 3대대
      - 근무중대

    - 의무중대, 3소대

  - 제35보병연대
  - 제160보병연대
  - 제224보병연대
  - 제279보병연대

## 기록

### 소속
- 극동사령부, 1952년
- 미국 극동 육군, 1953년
- 제8군, 1956년

### 훈장
| 훈장                      | 내역                                         | 참고                 |
| ------------------------- | -------------------------------------------- | -------------------- |
| 대한민국 대통령 부대 표창 | 한국 전쟁, 1952년 7월 11일 ~ 1953년 10월 1일 | 일반명령 제1954-24호 |

## 참고
1. ↑  “GENERAL ORDERS NO. 24” (PDF) (영어). Department of United States Army. 1954년 3월 31일. 2019년 1월 26일에 원본 문서 (PDF)에서 보존된 문서. 2013년 7월 9일에 확인함.

- 이동원 (2014). “1952~1955년, 한국후방관구사령부(Kcomz)의 창설과 해체” (91): 33-62. doi:10.29212/mh.2014..91.33.